# Prorocentrum
Prorocentrum es un género de protistas dinoflagelados de la clase Dinophyceae, subclase Desmophycidae. Presentan células comprimidas, lanceoladas, móviles que están desprovistas de cíngulo. Con una teca celulósica, bivalva, perforada y dos flagelos casi isocontos, con tricocistes, uno dirigido hacia adelante, mientras el otro tiende a enrollarse alrededor del polo anterior. Se presenta una escama anterior entre los dos flagelos. Probablemente son los dinoflagelados más primitivos.

## Taxonomía
El género fue descrito por el naturalista alemán Christian Gottfried Ehrenberg en 1834. Se reconocen como válidas 72 especies:
- Prorocentrum adriaticum Schiller
- Prorocentrum antarcticum (Hada) Balech, 1975
- Prorocentrum aporum (Schiller) Dodge, 1975
- Prorocentrum arcuatum Issel, 1928
- Prorocentrum balticum (Lohmann) Loeblich, 1970
- Prorocentrum bimaculatum Chomérat & Saburova, 2012
- Prorocentrum borbonicum L.Ten-Hage, J.Turquet, J.-P.Quod, S.Puiseux-Dao & A.Couté, 2000
- Prorocentrum caipirignum S.Fraga, M.Menezes & S.M.Nascimento, 2017
- Prorocentrum caribbaeum M.A.Faust, 1993
- Prorocentrum cassubicum (Woloszynska) Dodge, 1975
- Prorocentrum clipeus Hoppenrath, 2000
- Prorocentrum concavum Y.Fukuyo, 1981
- Prorocentrum consutum Chomérat & Nézan, 2001
- Prorocentrum cordatum (Ostenfeld) J.D.Dodge, 1975
- Prorocentrum cornutum Schiller
- Prorocentrum dactylus (Stein) Dodge, 1975
- Prorocentrum dentatum Stein, 1883
- Prorocentrum donghaiense D.Lu, 2001
- Prorocentrum elegans M.A.Faust, 1993
- Prorocentrum emarginatum Y.Fukuyo, 1981
- Prorocentrum faustiae S.L.Morton, 1998
- Prorocentrum foraminosum M.A.Faust, 1993
- Prorocentrum formosum M.A.Faust, 1993
- Prorocentrum foveolatum R.L.Croome & P.A.Tyler, 1987
- Prorocentrum fukuyoi Shauna Murray & Y.Nagahama, 2007
- Prorocentrum gibbosum (Schiller) Schiller
- Prorocentrum glenanicum Chomérat & Nézan, 2011
- Prorocentrum gracile Schütt, 1895
- Prorocentrum hoffmannianum M.A.Faust, 1990
- Prorocentrum koreanum M.-S.Han, S.Y.Cho & P.Wang, 2016
- Prorocentrum lenticulatum (Matzenauer) F.J.R.Taylor, 1976
- Prorocentrum leve M.A.Faust, M.W.Vandersea, S.R.Kibler, P.A.Tester & R.W.Litaker, 2008
- Prorocentrum levis M.A.Faust, Kibler, Vandersea, P.A.Tester & Litaker, 2008
- Prorocentrum lima (Ehrenberg) F.Stein, 1878
- Prorocentrum maculosum M.A.Faust, 1993
- Prorocentrum magnum (Gaarder) J.D.Dodge, 1975
- Prorocentrum manshuricum Skvortzov, 1957
- Prorocentrum maximum (Gourret) Schiller, 1937
- Prorocentrum mexicanum Osorio-Tafall, 1942
- Prorocentrum micans Ehrenberg, 1834
- Prorocentrum nanum J.Schiller, 1918
- Prorocentrum norrisianum M.A.Faust & S.L.Morton, 1997
- Prorocentrum nux Puigserver & Zingone, 2002
- Prorocentrum oblongum (Schiller) Ab~
- Prorocentrum obtusum Ostenfeld, 1908
- Prorocentrum ovale (Gourret) J.Schiller, 1931
- Prorocentrum ovum (Schiller) J.D.Dodge, 1975
- Prorocentrum panamense D.Grzebyk, Y.Sako & B.Berland, 1998
- Prorocentrum perforatum Gran, 1915
- Prorocentrum playfairii R.L.Croome & P.A.Tyler, 1987
- Prorocentrum ponticus Krachmalny & Terenko, 2002
- Prorocentrum pseudopanamense Chomérat & Nézan, 2011
- Prorocentrum pyriforme (Schiller) Taylor
- Prorocentrum reticulatum M.A.Faust, 1997
- Prorocentrum rivalis D.Delmail, P.Labrousse, P.Crassous, P.Hourdin, M.Guri & M.Botineau, 2011
- Prorocentrum rostratum Stein, 1883
- Prorocentrum rotundatum Schiller, 1928
- Prorocentrum ruetzlerianum M.A.Faust, 1990
- Prorocentrum sabulosum M.A.Faust, 1994
- Prorocentrum sculptile M.A.Faust, 1994
- Prorocentrum scutellum Schröder, 1900
- Prorocentrum shikokuense Hada ex Balech, 1975
- Prorocentrum sipadanensis Mohammad-Noor, Daugbjerg & Moestrup, 2007
- Prorocentrum steidingerae Gómez, Qiu & Lin, 2017
- Prorocentrum texanum Henrichs, Steidinger, Scott & Campbell, 2013
- Prorocentrum triestinum J.Schiller, 1918
- Prorocentrum tropicale M.A.Faust, 1997
- Prorocentrum tsawwassenense Hoppenrath & B.S.Leander, 2008
- Prorocentrum vaginula (Stein) J.D.Dodge, 1975
- Prorocentrum vaginulum (Ehrenberg) Dodge
- Prorocentrum venetum Tolomio & Cavolo, 1985
- Prorocentrum vietnamensis J.S.Yoo & Fukuyo, 2004